# 美食への招待状〜ミシュランガイド〜
『美食への招待状〜ミシュランガイド〜』（びしょくへのしょうたいじょう ミシュランガイド）は、2014年10月31日からフジテレビワンツーネクストで放送されているグルメ情報番組である。2015年10月25日からは『東京YOUごはん』（とうきょうユーごはん）と題して放送されている。放送時間は共に不定。

## 概要
『ミシュランガイド』に掲載された首都圏のレストランの中から、特定のシチュエーションに合いそうな店をチョイスし、そこの店内の様子やシェフの人となりなどをリポートしている番組シリーズ。リポーターはタレントのYOUが、進行役はフジテレビアナウンサーの中村光宏が務めている。